# Celastrina morsheadi
Celastrina morsheadi is een vlinder uit de familie van de Lycaenidae. De wetenschappelijke naam van de soort is voor het eerst gepubliceerd in 1915 door William Harry Evans.

## Verspreiding
De soort komt voor in China (Yunnan en Tibet).

## Ondersoorten
- Celastrina morsheadi morsheadi (Evans, 1915)
- Celastrina morsheadi astynome (Oberthür, 1918)
  - = Cyaniris astynome Oberthür, 1918